# Zagonna Turnia
Zagonna Turnia (ok. 1710 m) – dość wybitna turnia w północno-zachodniej grani Małołączniaka w Czerwonych Wierchach w Tatrach Zachodnich. Znajduje się w tej grani pomiędzy Siwarową Przełęczą (1531 m) a Zagonną Przełęczą (ok. 1710 m). Nad Zagonną Przełęczą porośnięty kosodrzewiną wierzchołek Zagonnej Turni wznosi się nie więcej niż 10 m i wyjście na niego z tej przełęczy jest łatwe. W kierunku północno-zachodnim do Siwarowej Przełęczy opada on stromym, częściowo kamienistym, częściowo porośniętym trawą i kosodrzewiną zboczem. Na zachód, do Doliny Miętusiej ciągnie się skalny mur zakończony Kobylarzową Turnią. Nie jest jednolity; przecięty jest dwoma żlebami opadającymi do Wodniściaka. W pozostałych kierunkach, czyli do Wyżniego w Dolinie Małej Łąki oraz Zagonu opada Zagonna Turnia urwiskami o wysokości dochodzącej do 350 m. Władysław Cywiński wyróżnia tutaj następujące formacje skalne:
- północna ściana o wysokości około 150 m, opadająca na Trawnik nad Kamiennem. Znajdują się w niej 3 turnice i dwie depresje przedzielone filarem;
- północno-wschodni filar opadający aż do łąki na Wyżniem (do wysokości ok. 1320 m). Jego dolną część porasta las urwiskowy, wyżej kosodrzewina, a najwyższa część jest skalista. Filar ten tworzy lewe (patrząc od dołu) obramowanie Kamiennego Żlebu. Jest w nim przełączka zwana Siwarowym Siodełkiem, z obydwu stron łatwa do przejścia. Powyżej tej przełączki w filarze jest pionowy uskok, a pod nim Nyża z Kozicami;
- wschodnia ściana opadająca z jednej z turnic do Piargów pod Zagonem. Górna jej część to prawie pionowe urwisko, w dolnej znajduje się duży i poderwany dołem kocioł;
- wschodni filar opadający do Zagonu urwistą i jednolitą ścianą[2].

W Zagonnej Turni taternicy przeszli kilka atrakcyjnych dróg wspinaczkowych o I, II, III, IV, a miejscami V stopniu skali trudności UIAA. Opisuje je Władysław Cywiński w 2. tomie przewodnika Tatry. Obecnie jednak wspinaczka została tutaj przez Tatrzański Park Narodowy zakazana. W Zagonnej Turni i w jej pobliżu znajdują się jaskinie, m.in. Jaskinia pod Iglicą, Szczelina w Iglicy, Szczelina nad Zagonem, Szczelina pod Zagonną Turnią, Jaskinia Błotna, Korytarz nad Zagonem, Nyża przy Schodkach, Jaskinia nad Korytem, Dziura nad Korytem, Jaskinia nad Zagonem, Szpara w Zagonnej Turni, Jaskinia pod Żebrem, Schron Partyzantów II, Schron Partyzantów, Tunel pod Siwarową Dziurą, Siwarowa Dziura.

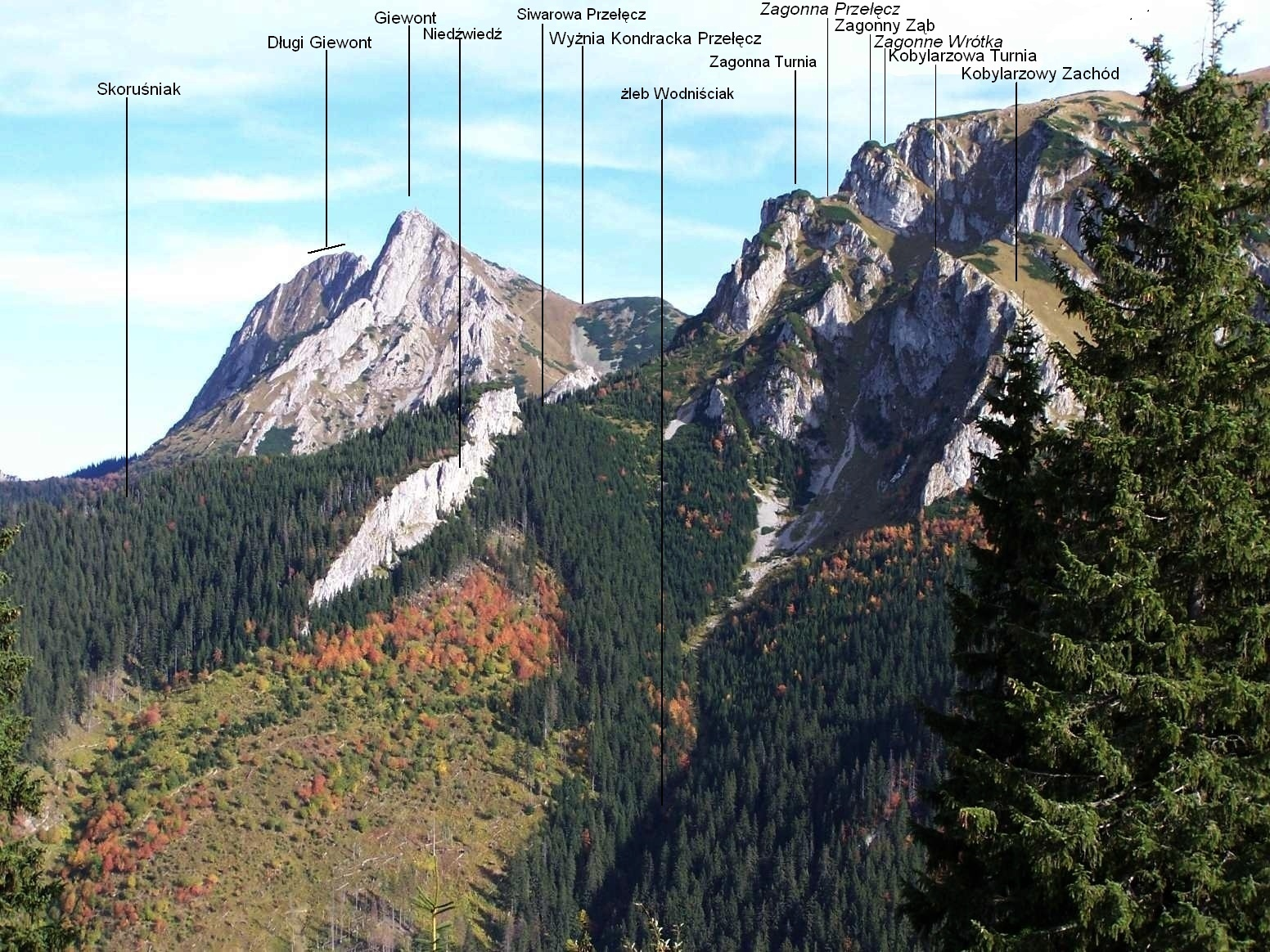
Widok od zachodniej strony